# Обандо, Марвин
Марвин Обандо Обандо (исп. Marvin Obando Obando; 4 апреля 1960, Пальмар-Сур, Коста-Рика) — коста-риканский футболист, защитник. Большую часть своей карьеры выступал за «Эредиано». Участник Чемпионата мира 1990 года в Италии.

## Карьера
Родился в провинции Пунтаренас в Пальмар-Сур. 22 июля 1979 года Обандо сыграл свой профессиональный матч в карьере за «Эредиано» против «Пунтаренаса». 9 сентября 1979 года забил свой первый гол в карьере в ворота Сан-Хосе. Он выступал за клуб с 1979 по 2000 год, сыграв за них в 480 матчах и забив 48 голов. С клубом он пять раз выигрывал национальный чемпионат в 1979, 1981, 1985, 1987 и 1993 годах. Он также выступал за «Сан-Карлос», «Картахинес», «Депортиво Саприсса», «Турриальба», «Рамоненсе» и «Пунтаренас». Обандо сыграл 685 матчей в чемпионате Коста-Рики, что является наивысшим показателем среди всех футболистов.
В марте 1980 года Обандо дебютировал за сборную Коста-Рики в товарищеском матче против Гондураса. Он участвовал в летних Олимпийских играх 1980 и 1984 года. Суммарно провёл на соревновании шесть игр.
Он играл за сборную на чемпионате мира 1990 года, проходившем в Италии. Там он был запасным игроком и сыграл только одну игру, в матче 1/8 финала против Чехословакии, проигранном 1:4. Он стал единственным коста-риканским футболистом, сыгравшим на двух Олимпийских играх и на чемпионате мира.
За сборную Обандо сыграл 51 матч и забил 1 гол.
19 января 1994 года он сыграл свой последний международный матч против сборной Норвегии.

## Личная жизнь
У него двое детей, сын Марвин и дочь Паола. Марвин-младший в настоящее время играет за Heredia в 1-м дивизионе Коста-Рики, он дебютировал с Heredia, когда ему было 17 лет.